# Лука Јоцић
Лука Јоцић (Сентомаш, 1839 — 1926) био је српски књижар који је деловао у 19. веку.

## Биографија
Лука Јоцић рођен је 1839. године у Сентомашу. Основну школу завршио је у Сентомашу, а гимназију у Новом Саду. После четвртог разреда одлучује да напусти гимназију и уписује двогодишњу кадетску школу. По завршетку кадетске школе постаје професионални војник. Учествовао је у рату против Француске и Италије. У гарнизону у Бечу служио је пет година. Године 1864. учествује у рату против Данске, а 1866. против Турске. У бици код Кенигреца је и сам био рањен. Након ових ратова као војник служи у гарнизонима у Аустрији и стиче чин оберлајтанта. За време његовог боравка у Темишвару су га старешине именовале за учитеља српског језика. Из Темишвара је премештен у Нови Сад а потом у Пулу, где није имао могућности да напредује. Након седамнаест година служења у војсци, одлучује да се из активне повуче у резервну службу. Године 1870. године иступа из резерве због могућег рата против Русије. У 31. години живота бива демобилисан.
Његово следеће задужење био је посао надзорника добара богате новосађанке Марије Трандафил. То је уједно био и први пут да се бави оваквом врстом посла. Марија Трандафил била је знана као милостива жена која је радо помагала сиротињу, док је Јоцић паралелно са њеним делањем, подстицао њено меценство. Лука Јоцић је био познат као добротвор и стекао је велики углед и поштовање. Такође је успоставио добре везе са наставницима, свештеницима, функционерима и Магистратом. Био је потпредсеник у такозваној „Српској читаоници“. Такође је био председник у „Болничкој задрузи трговачке омладине“. Био је активни члан у „Српској задрузи за међусобно помагање и штедњу“. Матица српска га је убрајала у своје угледне чланове. Велика заслуга Јоцића је у томе што је Марија Трандафил улагала у ову институцију, а данашња зграда Матице српске, подигнута је из њеног задужбинског фонда.
Јоцић није био задовољан послом надзорника имања и његов пријатељ, Илија Огњановић, подстиче га да се опроба у издавачкој делатности. Он га наговара да прими издавање часописа „Јавор“, који се бавио подучавањем, заавом и књижевношћу. Године 1877. Лука Јоцић издаје прву свеску. Да би боље пласирао часопис, Јоцић објављује и огласе. Године 1880. удружује се са Ђорђем Ивковићем и отвара књижару у Новом Саду. Прву књигу коју су објавили била је књига „Босиље“ Стевана В. Поповића. У књизи су биле представљене песме Ј. Ј. Змаја. У име Марије Трандафил, Јоцић је поклањао сиромашнима и добрим ђацима уџбенике, за које је сматрао да су темељ образовања. На самом почетку своје издавачке каријере, Јоцић издаје приручнике за мађарски језик и уџбенике намењене учитељима. Надаље издаје уџбенике за основне школе, гимназије и друге средње школе. За све разреде издаје земљописе, зоологије, путописе, катихизисе, граматике, биологије. Такође је објављивао и разноразне приручнике из различитих области. Неке од њих су и педагогија, медицина и економија. Објавио је књигу Елвире Зињани у преводу Петрославе Томановић о васпитању женске деце. „Поуке о човечијем телу, животу и здрављу“ Милана Јовановић-Батута такође је објављено у Јоцићевој књижари. Даље је објављивао књиге за децу као што су „Дечја Лира“, „Ковчежић“, „Мали свет“ и „Невен цвеће“.
Године 1880. књижара је “прикупила” сва до тада објављена дела познатог књижевника Јована Суботића. Било је ту и девет издања песама Бранка Радичевића, са 36 илустрација у повезу са позлатом које је издала Јоцићева књижара. Јоцић је добио сребрну медаљу са дипломом на индустријској изложби у Трсту 1882. године. Посебно издање је било познато дело Емила Пикоа „Срби у Угарској" у преводу Стевана Павловића, који је Матица Српска наградила са 300 форинта. Јоцић је објављивао и преводе забавних романа са немачког језика. Жестока конкуренција била му је књижара браће Поповића, па је био принуђен да продаје и школска учила, прибор, свечарске иконе, уметничке слике, фотографије па чак и папирнате кесе. Веома комерцијална издања били су календари, па је Јоцић тражио да се што боље припреме календари „Коло”, „Венац” и нарочито „Абуказемов шаљиви календар” који је уређивао његов пријатељ Илија Огњановић.
На основу молбе, Лука Јоцић и његов пријатељ Ђорђе Ивковић, добили су одобрење од Министарства унутрашњих дела Угарске 1881. да могу издавати и растурати књижевне и школске књиге, као и слике и школски прибор. Дозвола је била условна, јер се наглашавало да „књиижари морају бити политички подобни”. А другим актом од стране истог Министарства, Лука Јоцић је добио одобрење да преко Ђорђа Ивковића може да прикупља и продаје на територији Хрватске, Славоније и Далмације, али под условом да се придржава порезних прописа. Ђорђе Ивковић је путовао по територији данашње Војводине, Босне и Херцеговине, Црне Горе и Бока которске, свуда где је било српског народа, нудећи књиге, слике, школска учила. Ивковић је прикупљао и претплатнике за часопис „Јавор”. Ђорде Ивковић се од Луке Јоцића одвојио 1888. да би основао своју књижару и штампарију, а Лука је фирму назвао „Накладна књижарица”. За разлику од других издавача, Јоцић није желео да ствара сопствену штампарију.
На прелазу из 19. у 20. век, Јоцић се уморио и све теже сналазио у књижарском послу. Када је 1903. обележавао 25-годишњицу свог издавачког рада, поводом педесете школске књиге издао је споменицу коју је посветио Николи I. У тој књизи се на неки начин опрашта од публике. Споменицу није продавао, већ је поклањао јавним књижницама, задругама, књижевницима и својим пријатељима. У књизи су приказане корице педесет школских књига које су изашле у Јоцићевом издању, а објављен је и његов “Преглед историје књижарства у просвећених народа и у нас”.
Књижару и трговину папира и музичких производа наследио је 1902. Милош Ивковић, коју је водио под фирмом „Лука Јоцић наследник”. Касније је Ивковић књижару откупио и продао.
Јоцић је и у пензији водио бригу о имовини Марије Трандафил, а након њене смрти 1883. био је извршилац завештања па је највећи део богатства припао Матици Српској. Када је дошло време да Матица Српска испоштује захтеве из тестамента и да Јоцићу 10 000 круна,  дошло је до разочарења. Њен Управни одбор је упутио Јоцића да путем парнице то и потражи. Парницу је добио већ на првом суду, а после три године морала је да му целу суму исплати с каматом.
Доживео је дубоку старост. Умро је 20. августа 1926. године са близу 90 година. „Застава” је објавила међу кратким вестима: „Био је човек лепог образовања и врло душеван... Био је увек здрав, а старачка слабост га је ипак победила и умро је, такорећи заспао.”

## Најзначајнија издата дела
- Прва свеска часописа „Јавор" 1877.
- Стеван В. Поповић: „Босиље"
- Милан Јовановић-Батут: „Поуке о човечијем телу, животу и здрављу“
- Књиге за децу: „Дечја Лира“, „Ковчежић“, „Мали свет“ и „Невен цвеће“.
- Емила Пикоа „Срби у Угарској" у преводу Стевана Павловића
- Календари „Коло”, „Венац” и „Абуказемов шаљиви календар”